# ألفارو سيرفيرا
ألفارو سيرفيرا (بالإسبانية: Álvaro Cervera)‏ هو مدرب كرة قدم ولاعب كرة قدم إسباني، ولد في 20 سبتمبر 1965 في مالابو في غينيا الاستوائية. شارك مع منتخب إسبانيا تحت 21 سنة لكرة القدم ومنتخب إسبانيا لكرة القدم. أما مع النوادي، فقد لعب مع راسينغ سانتاندير وريال مايوركا ونادي ألميريا ونادي أونتينيينت ونادي إيركوليس ونادي فالنسيا.

## وصلات خارجية
- ألفارو سيرفيرا على موقع الاتحاد الدولي (مؤرشف)  (الإنجليزية)
- ألفارو سيرفيرا على موقع قاعدة بيانات كرة القدم.إي يو (الإنجليزية)
- ألفارو سيرفيرا على موقع ناشيونال فوتبول تيمز (الإنجليزية)